# 崗頂前地

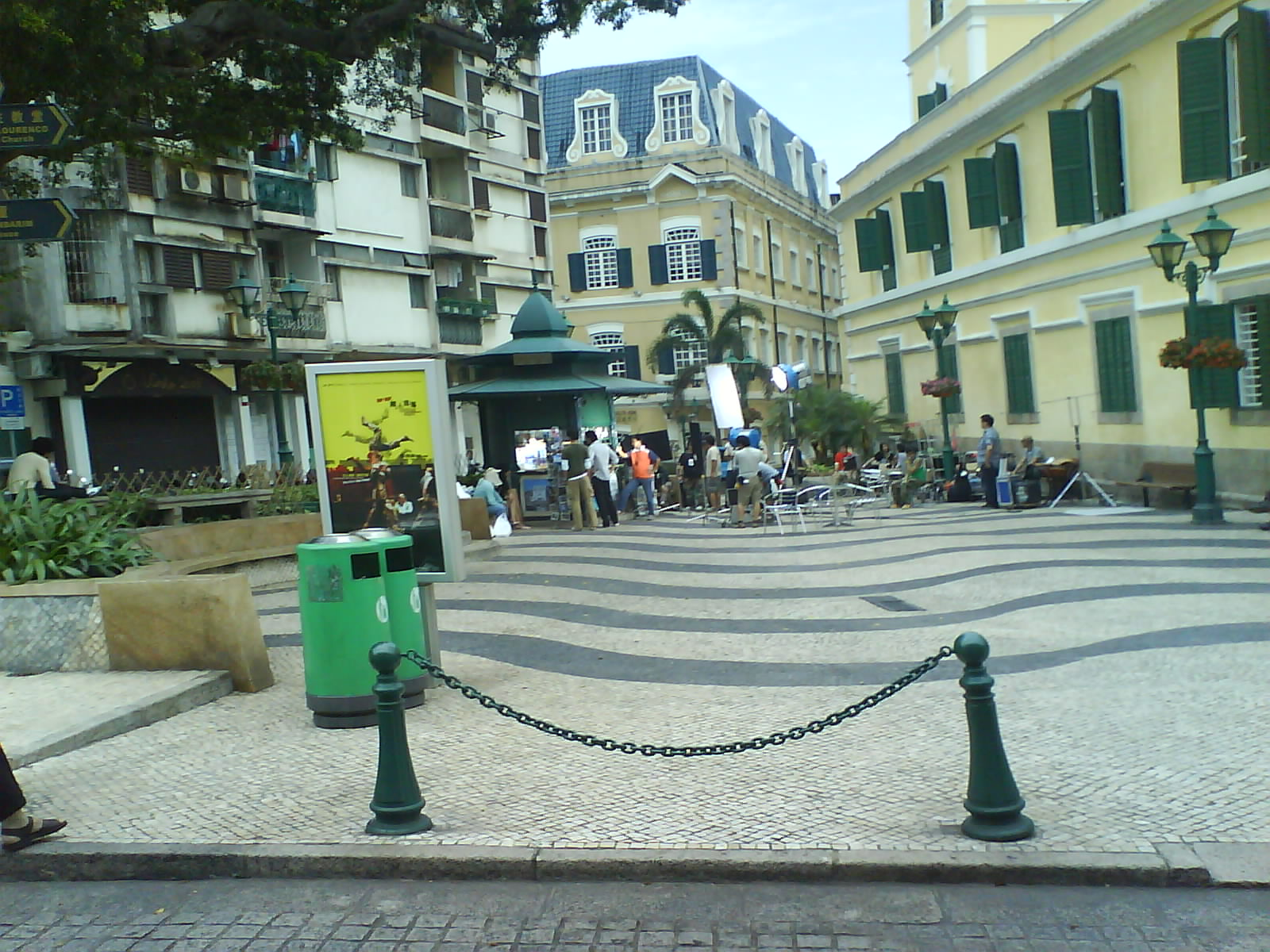
一拍攝隊伍於崗頂前地進行拍攝中（攝於2007年5月3日）

崗頂前地（葡萄牙語：Largo de Santo Agostinho），是澳門崗頂（古稱磨盤山）的一個廣場，座落於澳門半島南部風順堂區。2005年作為澳門歷史城區的部分被列入世界文化遺產名錄內。
前地面積雖不大，但卻擁有豐富的人文與宗教景觀。其內的聖若瑟修院大樓及聖堂、崗頂劇院（伯多祿五世劇院）、何東圖書館、聖奧斯定教堂均一同被列入世界文化遺產之建築。另外，社會服務慈善團體澳門明愛以此地為會址。近年，崗頂前地舖上波浪形圖案的葡萄牙風格碎石和小食亭，更增添了廣場的歐陸氣色。
崗頂前地伸延道路可通向議事亭前地（東方斜巷）、福隆新街、龍嵩街、紅窗門街與天通街，其附近也是一區警察局總部與滙業銀行行政中心所在地。而葡文名稱則意為聖奧斯定前地。

## 歷史事件
- 1586年：興建了聖奧斯定敎堂(俗稱龍嵩廟)。
- 1849年：澳門總督亞馬留強行遷徙此地民居，開闢道路。
- 1859年：興建崗頂劇院。
- 1894年：何東在此興建何東圖書館。
- 1900年：詩人丘逢甲寓居崗頂時，留下《澳門雜詩》十五首。

| 澳門歷史城區 |
| 建築 |
| 媽閣廟 \| 港務局大樓 \| 鄭家大屋 \| 聖老楞佐教堂 \| 聖若瑟修院大樓及聖堂 \| 崗頂劇院 \| 何東圖書館大樓 \| 聖奧斯定教堂 \| 市政署大樓 \| 三街會館（關帝廟） \| 仁慈堂大樓（仁慈堂博物館） \| 大堂（主教座堂） \| 大堂巷七號住宅（盧家大屋） \| 玫瑰聖母堂 \| 大三巴牌坊 \| 哪吒廟 \| 舊城牆遺址 \| 大炮台 \| 聖安多尼教堂（花王堂） \| 東方基金會會址 \| 基督教墳場（包括馬禮遜小教堂） \| 東望洋炮台（包括聖母雪地殿教堂及燈塔）（保育危機） |
| 前地 |
| 媽閣廟前地 \| 亞婆井前地 \| 崗頂前地 \| 議事亭前地 \| 板樟堂前地 \| 大堂前地 \| 耶穌會紀念廣場 \| 賈梅士前地 |
| 区内其他地点及街道 |
| 海事博物館 \| 妈阁斜巷 \| 妈阁街 \| 高楼街 \| 政府總部事務局 \| 聖若瑟教區中學第二、三校 \| 龙嵩正街 \| 亞美打利庇盧大馬路 \| 聖若瑟教區中學第四校 \| 澳門郵政局大樓 \| 聖物寶庫 \| 大三巴街 \| 天主教藝術博物館與墓室 \| 澳門博物館 \| 大炮台山 \| 花王堂街 \| 白鸽巢总站 \| 东望洋山 |